# Ten Mile Lake Provincial Park
Der Ten Mile Lake Provincial Park ist ein 343 Hektar (ha) großer Provincial Park im nördlichen Bereich des Interior Plateau der kanadischen Provinz British Columbia. Der Park liegt etwa 15 Kilometer nördlich von Quesnel im Cariboo Regional District und kann über den Highway 97 erreicht werden.

## Anlage
Der Park liegt überwiegend nördlich des Highway 97 und zieht sich von dort am westlichen Ufer des Ten Mile Lake entlang.
Bei dem Park handelt es sich um ein Schutzgebiet der IUCN-Kategorie II (Nationalpark).

## Geschichte
Der Park wurde im Jahr 1962 eingerichtet. Im Laufe der Zeit wurden die Parkgrenzen neu festgelegt, zuletzt im Jahr 2004. Derzeit (2017) hat der Park eine Fläche von 343 ha. Seinen Namen hat er nach einem Trassenpfahl der Pacific Great Eastern Railway aus dem frühen Jahren des 20. Jahrhunderts.
Wie bei fast allen Provinzparks in British Columbia gilt jedoch auch für diesen, dass er – lange bevor die Gegend von Einwanderern besiedelt oder Teil eines Parks wurde – Jagd- und Fischereigebiet verschiedener Stämme der First Nations war.

## Flora und Fauna
Das Ökosystem von British Columbia wird mit dem Biogeoclimatic Ecological Classification (BEC) Zoning System in verschiedene biogeoklimatischen Zonen eingeteilt. Diese biogeoklimatischen Zonen zeichnen sich durch ein grundsätzlich identisches oder sehr ähnliches Klima sowie gleiche oder sehr ähnliche biologische und geologische Voraussetzungen aus. Daraus resultiert in den jeweiligen Zonen dann auch ein sehr ähnlicher Bestand an Pflanzen und Tieren. Innerhalb des Ökosystems von British Columbia wird das Parkgebiet der Dry Warm Subzone der Sub-Boreal Spruce Zone (SBSdw1) zugeordnet.

## Aktivitäten
Der Park verfügt über einen Campingplatz mit 107, teilweise reservierbaren Stellplätzen für Zelte und Wohnmobile. Weiterhin verfügt er über einfache Sanitäranlagen sowie einen Picknickbereich. Der Park wird von mehreren Wanderwegen durchzogen, welche im Winter auch als Langlaufloipen ausgewiesen sind.